# Vaše Ústí
Vaše Ústí (zkratka VÚ) je české politické hnutí oficiálně zaregistrované 15. dubna 2016. Hnutí VÚ působí v Ústí nad Labem.

## Vedení hnutí
Předsedkyní hnutí je od června 2016 starostka městského obvodu Ústí nad Labem-Neštěmice Yveta Tomková.

## Účast ve volbách

### Volby do zastupitelstev obcí

#### Rok 2018
Ve volbách do zastupitelstev obcí v roce 2018 hnutí kandidovalo do Zastupitelstva města Ústí nad Labem a do zastupitelstev všech 4 městských obvodů města Ústí nad Labem. V Ústí nad Labem VÚ získalo 7,34 % hlasů a 3 mandáty v 37členném zastupitelstvu. V městském obvodu Ústí nad Labem-město hnutí získalo 3,21 % hlasů a nezískalo tak žádný mandát. V městském obvodu Ústí nad Labem-Neštěmice VÚ zvítězilo s výsledkem 28,4 % hlasů a 5 mandátů v 15členném zastupitelstvu. V městském obvodu Severní Terasa hnutí získalo 13,27 % hlasů a 3 mandáty v 15členném zastupitelstvu. V městském obvodu Ústí nad Labem-Střekov VÚ získalo 2,39 % hlasů, což nestačilo na vstup do zastupitelstva. Hnutí celkem získalo 11 mandátů.

#### Rok 2022
Ve volbách do zastupitelstev obcí v roce 2022 VÚ opět kandidovalo do Zastupitelstva města Ústí nad Labem a do zastupitelstev všech 4 městských obvodů města Ústí nad Labem. V Ústí nad Labem hnutí získalo 8,4 % hlasů a 4 mandáty v 37členném zastupitelstvu. V městském obvodu Ústí nad Labem-město hnutí získalo 6,09 % hlasů a 1 mandát v 21členném zastupitelstvu. V městském obvodu Ústí nad Labem-Neštěmice VÚ zvítězilo s výsledkem 35,68 % hlasů a 7 mandátů v 15členném zastupitelstvu. V městském obvodu Ústí nad Labem-Severní Terasa VÚ získalo 5,63 % hlasů a 1 mandát v 15členném zastupitelstvu. V městském obvodu Ústí nad Labem-Střekov hnutí získalo 2,39 % hlasů, což znovu nestačilo na vstup do zastupitelstva. VÚ celkem získalo 13 mandátů.

### Volby do zastupitelstev krajů

#### Rok 2020
Ve volbách do zastupitelstev krajů v roce 2020 členové VÚ kandidovali do Zastupitelstva Ústeckého kraje na kandidátce hnutí STAN.

#### Rok 2024
Ve volbách do zastupitelstev krajů v roce 2024 členové VÚ kandidovali do Zastupitelstva Ústeckého kraje na kandidátce hnutí LEPŠÍ SEVER.

## Volební výsledky

### Zastupitelstvo města Ústí nad Labem
| Volby | Mandáty | Mandáty |
| Volby | Zvoleno | ±       |
| ----- | ------- | ------- |
| 2018  | 3/37    | ▲3      |
| 2022  | 4/37    | ▲1      |

### Zastupitelstva městských obvodů Ústí nad Labem
| Volby | Mandáty | Mandáty |
| Volby | Zvoleno | ±       |
| ----- | ------- | ------- |
| 2018  | 8/72    | ▲8      |
| 2022  | 9/66    | ▲1      |

### Zastupitelstvo Ústeckého kraje
| Volby | Kandidátní listina     | Hlasy  | Hlasy | Mandáty | Mandáty |
| Volby | Kandidátní listina     | Celkem | %     | Mandáty | Mandáty |
| Volby | Kandidátní listina     | Celkem | %     | Zvoleno | ±       |
| ----- | ---------------------- | ------ | ----- | ------- | ------- |
| 2020  | STAROSTOVÉ A NEZÁVISLÍ | 22 339 | 11,17 | 1/55    | ▲1      |
| 2024  | LEPŠÍ SEVER            | 11 733 | 6,63  | 1/55    | ▬0      |